# Vlaamse Rode Lijst (planten)
De Vlaamse Rode Lijst voor Planten is de Rode lijst die opgesteld werd met het statuut van planten in Vlaanderen en Brussel. Op deze lijst komen plantensoorten voor die met uitsterving bedreigd worden en/of beschermd zijn.
De planten op de lijst zijn ingedeeld in de volgende categorieën:
- niet bedreigd
- achteruitgaand
- bedreigd
- criteria niet van toepassing
- kwetsbaar
- met verdwijning bedreigd
- verdwenen uit Vlaanderen en het Brussels Gewest
- zeldzaam
- onvoldoende bekend

Deze lijst wijzigt in functie van biotische (verdrukking door exoten, verdwenen biotoop, ...) en abiotische (klimaat, tijd, ...) factoren.

## Versies

### 2006
In 2006 werd door Van Landuyt et al. de Rode lijst van hogere planten opgesteld voor Vlaanderen en het Brussels Gewest.